# Вкрадене життя (фільм)
«Вкрадене життя» (англ. A Stolen Life) — фільм Кертіса Бернхардта, екранізація твору, автор якого — Карл Бенез.

## Сюжет
Художниця Кейт Босуорт чекає човна, щоб поїхати на острів біля узбережжя Нової Англії, де вона має зустріти сестру та дядька. Вона зустрічає Білла Емерсона, з яким вони їдуть в одному човні додому та закохуються один в одного. Патрісія, яка є сестрою-близнюком Кейт, також відчуває почуття до Білла і вирішує відбити його у сестри. Патрісії це вдається, і вони з Біллом одружуються. Одного разу внаслідок нещасного випадку під час морської прогулянки на човні Патрісія гине, і Кейт, котра все ще любить Білла, вирішує, що її єдиний шанс на щастя — це назватись Патрісією. Усі сумують за загиблою Кейт, ніхто не помічає підміни, навіть Білл. Але яке ж було розчарування Кейт, коли вона дізналася, що Білл вже давно не любить Патрісію, і між ними стався сварка. Під чужим ім'ям, вдруге втративши кохану людину, загнана в безвихідь проблемами, які накопичила Патрісія за своє життя, Кейт вирішує повернутися на острів біля узбережжя Нової Англії. Хепі-енд полягає в тому, що Білл все ж здогадується, що Патрісія — це не Патрісія, а її сестра Кейт, і поспішає на острів, щоб зустрітися з нею. Адже, незважаючи на шлюб із Патрісією, Білл все одно продовжував любити Кейт.
Одна з найкращих ролей Бетті Девіс, яка зіграла героїнь із протилежними характерами. На окрему увагу заслуговує якість монтажу фільму, коли на екрані одночасно присутні дві Бетті Девіс.

## У ролях
- Бетті Девіс — Кейт Босуорт.
- Гленн Форд — Білл Емерсон
- Дейн Кларк — Карнок
- Волтер Бреннан — Ебен Фольгер
- Чарльз Рагглз — Фредді Лінлей
- Брюс Беннетт — Джек Талбот
- Пеггі Кнудсен — Дідре
- Клара Бландік — Марта
- Мері Форбс — меценатка